# 尼克·丹頓
尼克·丹頓（英語：Nick Denton，1966年8月24日—），Gawker Media的發行人。尼克·丹頓曾在《金融時報》工作，後來成為一個專業部落格寫手，並創立Gawker Media。
2006年6月，在《Business 2.0》評選的「50 People who matter now」中，尼克·丹頓排行第47。